# 塘尾街道
塘尾街道，是中华人民共和国广东省湛江市吴川市下辖的一个乡镇级行政单位。塘尾街道，原为镇建制，于2002年改制为街道，是一个城乡合一的镇街，属广东省吴川市管辖，东接梅菉街道，西接吴阳镇、振文镇，北倚鉴江，南濒临南海；海岸线长3.8公里，江岸线长3.2公里，国道G228线和省道S373线连接成“人”字形贯穿塘尾全境；水陆交通方便，交通物流优势明显；地理位置得天独厚，地势平坦开阔，倚江傍海，景色宜人；供水、供电、文化、卫生、饮食、金融、娱乐等生活配套设施齐全。全街道面积33.37平方公里，人口3.5万人，人口密度1049人/km2，共辖七个社区居委会。

## 行政区划

#### 新城社区
新城社区现有人口1190人，管辖范围即塘尾开发区，城区内拥有1万平方米的综合性市场，有富强网厂、紫荆羽绒等多间大型民营企业，是粤西渔网、安全网、虾笼的重要基地之一。该辖区还建有木材市场，木材市场是粤西最大的木材集散地。

#### 麦屋社区
位于塘尾街道西偏南，辖区有1492户、7327人，耕地2723亩，鉴江的小冲积平源，水源丰富，灌溉便利，有稳产高产农田1210亩，农作物以种水稻、花生、番薯、蔬菜为主，是塘尾街道的粮仓。副业有机动运输船10余艘，作河海航运，还有塑料拉丝厂、塑料加工厂、羽绒厂、榨花生油厂等企业30间，纺织鱼网手工业企业2间，小学4所。

#### 边坡社区
位于塘尾街道西南面，南濒南海，北靠国道325线，辖区为平原地带。全社区878户，总人口有4484人。耕地面积1186亩，林地面积815亩。

#### 塘头社区
位于塘尾街道西面

#### 东海社区
位于塘尾街道西南面，全社区总人口有6480人，耕地面积1780亩，林木面积520亩。

#### 银岭社区
位于塘尾街道西北部，全社区总人口共有6180多人，耕地面积1401 亩，林木面积68亩，鱼塘250亩。

#### 高杨社区
地处塘尾街道中心，全社区总人口5000多人，耕地面积 1325 亩，林木面积654 亩，虾塘面积1083 亩。